# مزدوج الصفات الجنسية

عنكبوت أنثى (Drassodes saccatus) مع جزء طرفي مذكر على اليسار pedipalp ، مثال على ازدواجية الصفات الجنسية بنمط فسيفسائي

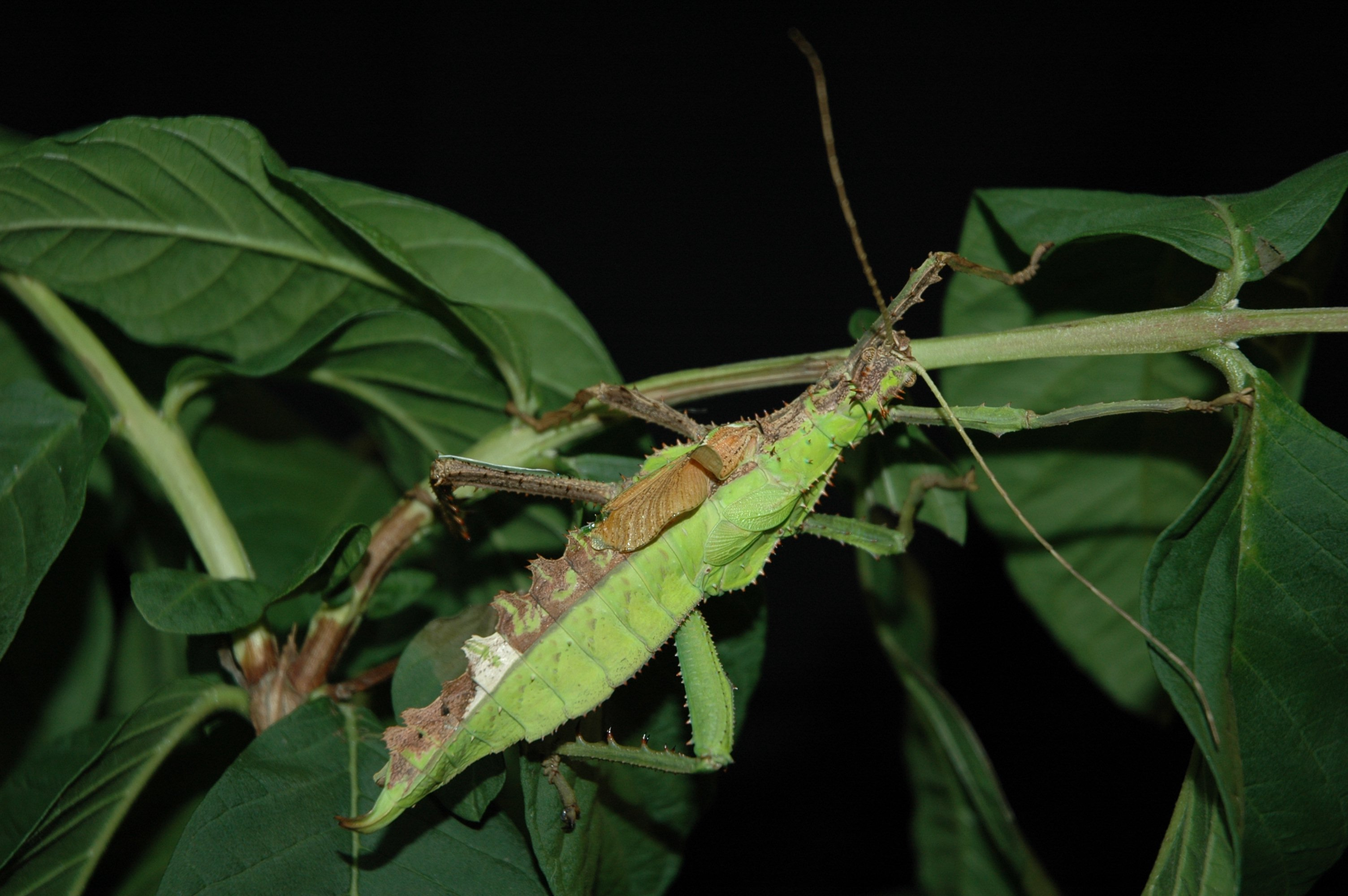
شبحة مزدوجة الصفات الجنسية

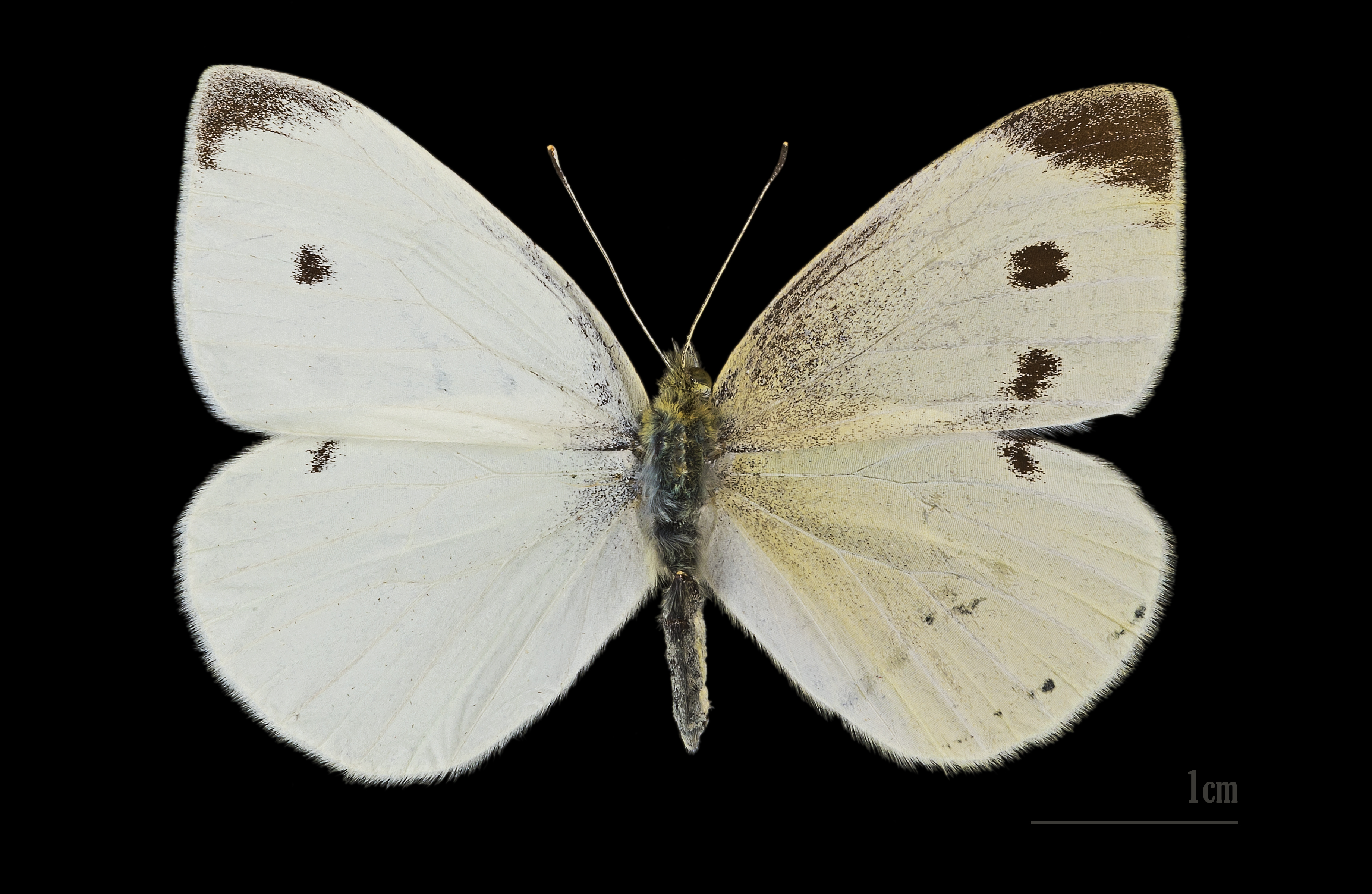
فراشة Pieris rapae مزدوجة الصفات الجنسية

مزدوج الصفات الجنسية أو مختلط الجنس أو الخُنْثَى أو مخنث الشكل أو تخنث نصفي أو ذكر نثوي (بالإنجليزية: Gynandromorph)‏ هو الكائن الحي الذي يكون له شقين كل منهما يحمل خصائص الذكور والآخر يحمل خصائص الإناث. المصطلح يأتي من ثلاثة مقطع يونانية: γυνή/gynē ويعني أنثى، و ἀνήρ/anēr ويعني ذكر، و μορφή/morphē وتعني الشكل؛ يستخدم هذا المصطلح بشكل رئيسي في مجال علم الحشرات. الكائنات الحية ذات المظاهر الجندرية البارزة مثل الفراشات والعث والحشرات الأخرى، حيث يمكن تمييز كلا النوعين من أجزاء الجسم ظاهرياً بسبب إزدواج الشكل الجنسي.
اكتشفت مظاهر ازدواجية الصفات الجنسية (أو الخُنْثِيَّة أو الخُنْثَوِيَّة أو ثنائية الجنس، بالإنجليزية: Gynandromorphism) أول مرة في حشرة ذباب الفاكهة. ووجدت في العديد من الكائنات الحيوانية الأخرى مثل القشريات، سرطان البحر وسرطان البحر والعناكب وأنواع من الطيور

## نمط توزيع أنسجة الذكور والإناث في كائن واحد
الكائنات المزدوجة الصفات الجنسية من الممكن أن يظهر عليها عدم تناسق ثنائي - أي يكون لها جانب واحد مذكر وجانب آخر مؤنث بشكل متقابل (نصف مذكر ونصف مؤنث). وأيضاً من المحتمل أن يكون توزيع أنسجة الذكور والإناث أكثر عشوائية.

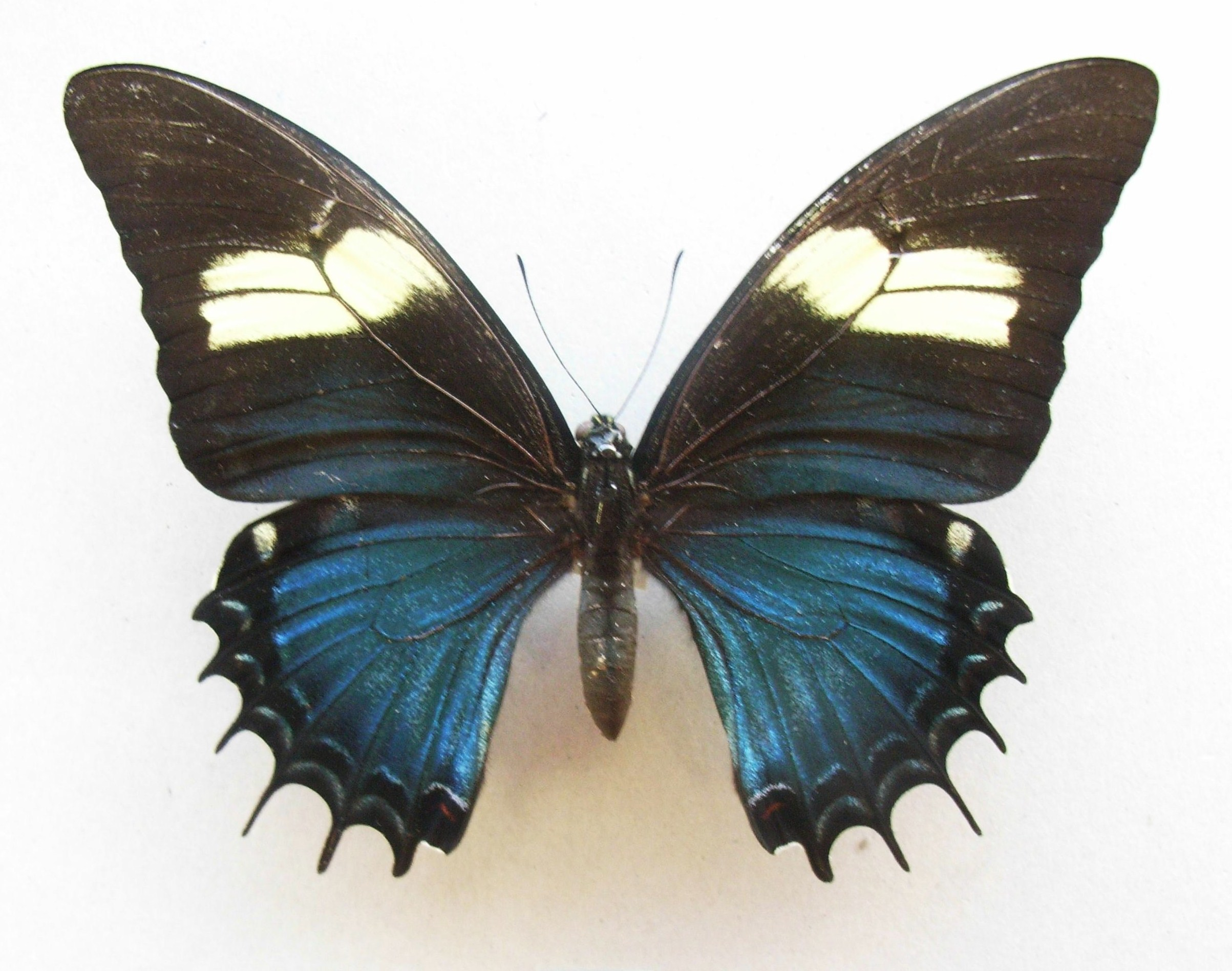
أنثى طبيعية من Papilio androgeus
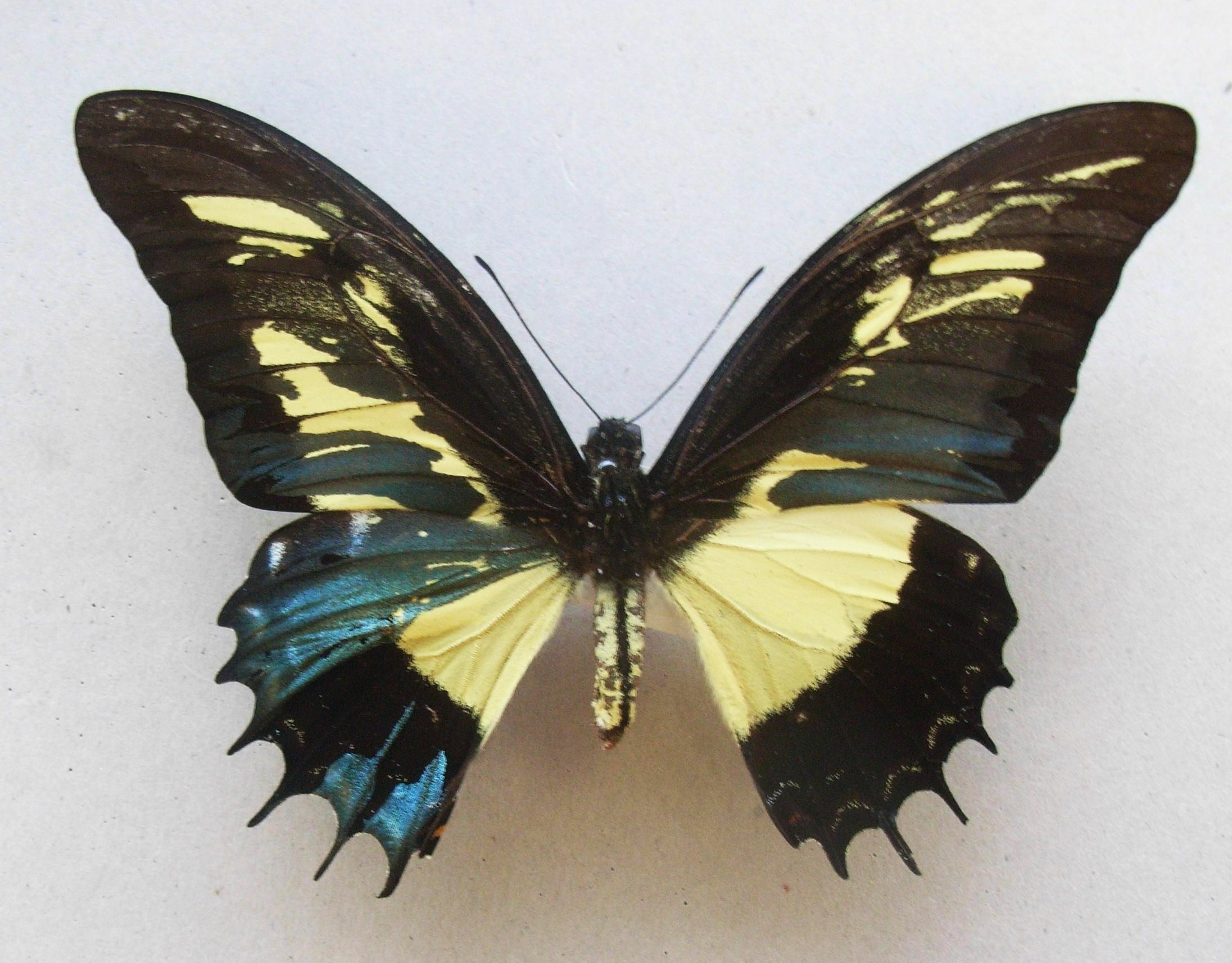
فراشة Papilio androgeus مزدوج الصفات الجنسية بنمط فسيفسائي
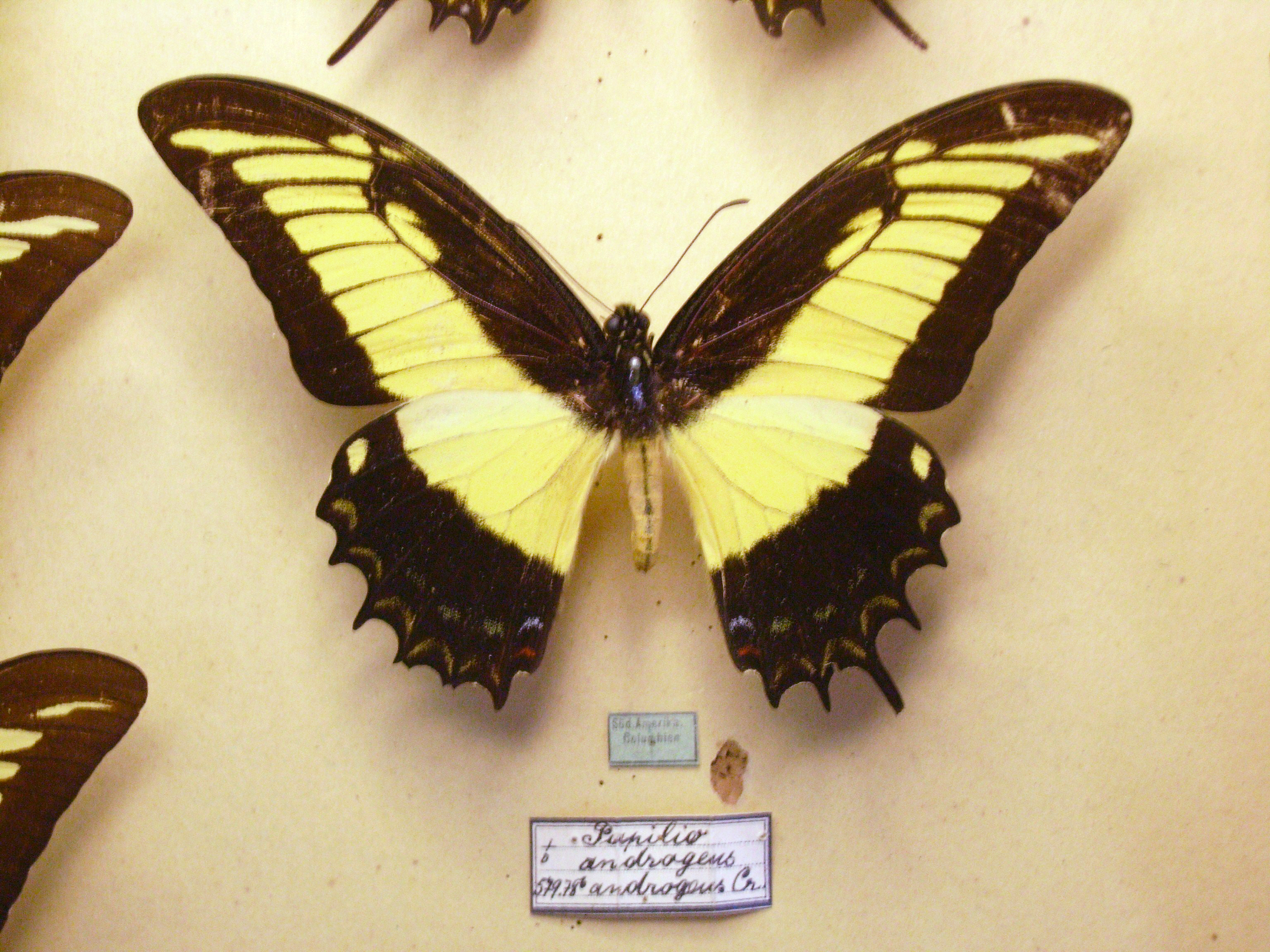
ذكر طبيعي من Papilio androgeus

## الأسباب
تنشأ ازدواجية الصفات الجنسية عادة ولكن ليس دائمًا، في الانقسام الفتيلي أثناء التطور المبكر. عندما يحتوي الكائن الحي على عدد قليل من الخلايا فقط، وإحدى الخلايا المنقسمة لا تقسم الكروموسومات الجنسية بشكل نموذجي. وهذا يعني أن تكون لإحدى الخليتين كروموسومات جنسية تسبب نمو الذكور والخلية الأخرى لها كروموسومات تسبب نمو الإناث. على سبيل المثال، تضاعف خلية XY التي تخضع للانقسام الفتيلي كروموسوماتها، لتصبح XXYY. عادة ما تنقسم هذه الخلية إلى خليتين XY ، ولكن في حالات نادرة قد تنقسم الخلية إلى خلية X وخلية XYY. إذا حدث هذا مبكرًا في التطور، فإن جزءًا كبيرًا من الخلايا يكون X وجزءًا كبيرًا XYY. بما أن X و XYY يمليان جنسين مختلفين، فإن الكائن الحي سوف يحتوي على أنسجة أنثوية وأنسجة ذكورية.